# 沃爾菲內
51°14′31″N 34°27′48″E / 51.24194°N 34.46333°E
沃爾菲內（烏克蘭語：Волфине）是位於烏克蘭東北部的村莊，由蘇梅州蘇梅區的比洛皮利亞市鎮負責管轄。該村處於巴甫利夫卡河畔，距離羅希茲內、涅斯庫奇涅和什皮利1.5公里，海拔高度191米，2001年人口317。